# 칸사노
칸사노(이탈리아어: Cansano)는 이탈리아 아브루초주 라퀼라도에 있는 코무네이다.